# Campeonato Mundial de Clubes de la FIVB de 2019
El Campeonato Mundial Masculino de Clubes de la FIVB de 2019 fue la decimoquinta edición del Campeonato Mundial de Clubes de la FIVB y se disputó entre del 3 al 8 de diciembre de 2019 en Brasil.

## Clasificación
| Vía de Clasificación                                             | Equipos Clasificados   |
| ---------------------------------------------------------------- | ---------------------- |
| Equipo anfitrión y campeón del Campeonato Sudamericano de Clubes | Sada Cruzeiro          |
| Campeón de la Liga de Campeones (2018-19)                        | Cucine Lube Civitanova |
| Subcampeón de la Liga de Campeones (2018-19)                     | VK Zenit Kazán         |
| Campeón del Campeonato Asiático de Clubes (2019)                 | Al-Rayyan VT           |
| TOTAL                                                            | 4                      |

## Sedes
| Sede                               | Betim Brasil, sede del Campeonato Mundial Masculino de Clubes de la FIVB de 2019. |
| ---------------------------------- | --------------------------------------------------------------------------------- |
| Betim                              | Betim Brasil, sede del Campeonato Mundial Masculino de Clubes de la FIVB de 2019. |
| Ginásio Poliesportivo Divino Braga | Betim Brasil, sede del Campeonato Mundial Masculino de Clubes de la FIVB de 2019. |
| Capacidad: 6000                    | Betim Brasil, sede del Campeonato Mundial Masculino de Clubes de la FIVB de 2019. |

## Formato de competición
El torneo se desarrolla dividido en dos fases: una fase preliminar o fase de grupos y una fase final.
En la primera fase los 4 equipos jugaron con un sistema de todos contra todos y los equipos fueron clasificados de acuerdo a los siguientes criterios:
1. Partidos ganados.
2. Puntos obtenidos.
  - Partido con resultado final 3-0 o 3-1: 3 puntos al ganador y 0 puntos al perdedor.
  - Partido con resultado final 3-2: 2 puntos al ganador y 1 puntos al perdedor.
3. Proporción entre los sets ganados y los sets perdidos (Sets ratio).
4. Proporción entre los puntos ganados y los puntos perdidos (Puntos ratio).
5. Si el empate persiste entre dos equipos se le da prioridad al equipo que haya ganado el último partido entre los equipos implicados. Cuando el empate se produce entre tres o más equipos, una nueva clasificación de estos equipos con los mismos criterios de los puntos 1, 2 y 3 se tomarán teniendo en cuenta solo los partidos en los que se enfrentan entre sí.

## Grupos
| Grupo único            |
| ---------------------- |
| Sada Cruzeiro          |
| Cucine Lube Civitanova |
| VK Zenit Kazán         |
| Al-Rayyan VT           |

## Resultados

### Fase de grupos
- Los horarios corresponden al huso horario de Brasil (UTC -2:00)

|  | Clasificados a semifinales |

#### Grupo único
| Pos. | Equipo                 | PG | PP | Pts | SG | SP | Coef  | PG  | PP  | Coef  |
| ---- | ---------------------- | -- | -- | --- | -- | -- | ----- | --- | --- | ----- |
| 1.°  | Cucine Lube Civitanova | 2  | 1  | 7   | 8  | 3  | 2.666 | 247 | 213 | 1.159 |
| 2.°  | Sada Cruzeiro          | 2  | 1  | 6   | 6  | 3  | 2.000 | 216 | 195 | 1.107 |
| 3.°  | VK Zenit Kazán         | 2  | 1  | 5   | 6  | 6  | 1.000 | 258 | 256 | 1.007 |
| 4.°  | Al-Rayyan VT           | 0  | 3  | 0   | 1  | 9  | 0.111 | 189 | 246 | 0.768 |

| Fecha          | Hora  | Equipo 1               | Res.  | Equipo 2               | Set 1 | Set 2 | Set 3 | Set 4 | Set 5 | Total    | Reporte |
| -------------- | ----- | ---------------------- | ----- | ---------------------- | ----- | ----- | ----- | ----- | ----- | -------- | ------- |
| 3 de diciembre | 18:00 | Cucine Lube Civitanova | 3 – 0 | Al-Rayyan              | 25-16 | 25-18 | 25-13 |       |       | 75 – 47  | P2      |
| 3 de diciembre | 20:30 | Sada Cruzeiro          | 3 – 0 | Zenit Kazán            | 25-20 | 25-20 | 25-22 |       |       | 75 – 62  | P2      |
| 4 de diciembre | 18:00 | Zenit Kazán            | 3 – 1 | Al-Rayyan              | 21-25 | 25-20 | 25-23 | 25-21 |       | 96 – 89  | P2      |
| 4 de diciembre | 20:30 | Sada Cruzeiro          | 0 – 3 | Cucine Lube Civitanova | 23-25 | 28-30 | 15-25 |       |       | 66 – 80  | P2      |
| 5 de diciembre | 18:00 | Cucine Lube Civitanova | 2 – 3 | Zenit Kazán            | 25-12 | 25-23 | 12-25 | 20-25 | 10-15 | 92 – 100 | P2      |
| 5 de diciembre | 20:30 | Sada Cruzeiro          | 3 – 0 | Al-Rayyan              | 25-20 | 25-16 | 25-17 |       |       | 75 – 53  | P2      |

### Fase final
- Los horarios corresponden al huso horario de Brasil (UTC -2:00)

|  | Semifinales            | Semifinales   |   |              | Final                  | Final |  |
|  |                        |               |   |              |                        |       |  |
|  |                        |               |   |              |                        |       |  |
|  |                        |               |   |              |                        |       |  |
|  | Cucine Lube Civitanova | 3             |   |              |                        |       |  |
|  | Al-Rayyan VT           | 0             |   |              |                        |       |  |
|  |                        |               |   |              |                        |       |  |
|  |                        |               |   |              |                        |       |  |
|  |                        |               |   |              | Cucine Lube Civitanova | 3     |  |
|  |                        | Sada Cruzeiro | 1 |              |                        |       |  |
|  |                        |               |   |              |                        |       |  |
|  |                        |               |   |              |                        |       |  |
|  |                        |               |   |              | Tercer lugar           |       |  |
|  |                        |               |   |              |                        |       |  |
|  | Sada Cruzeiro          | 3             |   | Al-Rayyan VT | 0                      |       |  |
|  | VK Zenit Kazán         | 0             |   |              | VK Zenit Kazán         | 3     |  |

#### Semifinales
| Fecha          | Hora  | Equipo 1               | Res.  | Equipo 2    | Set 1 | Set 2 | Set 3 | Set 4 | Set 5 | Total   | Reporte |
| -------------- | ----- | ---------------------- | ----- | ----------- | ----- | ----- | ----- | ----- | ----- | ------- | ------- |
| 7 de diciembre | 14:00 | Cucine Lube Civitanova | 3 – 0 | Al-Rayyan   | 25-15 | 25-17 | 25-22 |       |       | 75 – 54 | P2      |
| 7 de diciembre | 17:00 | Sada Cruzeiro          | 3 – 0 | Zenit Kazán | 25-21 | 25-22 | 25-23 |       |       | 75 – 66 | P2      |

#### Tercer puesto
| Fecha          | Hora | Equipo 1  | Res.  | Equipo 2    | Set 1 | Set 2 | Set 3 | Set 4 | Set 5 | Total   | Reporte |
| -------------- | ---- | --------- | ----- | ----------- | ----- | ----- | ----- | ----- | ----- | ------- | ------- |
| 8 de diciembre | 9:30 | Al-Rayyan | 0 – 3 | Zenit Kazán | 21-25 | 18-25 | 17-25 |       |       | 56 – 75 | P2      |

#### Final
| Fecha          | Hora  | Equipo 1               | Res.  | Equipo 2      | Set 1 | Set 2 | Set 3 | Set 4 | Set 5 | Total    | Reporte |
| -------------- | ----- | ---------------------- | ----- | ------------- | ----- | ----- | ----- | ----- | ----- | -------- | ------- |
| 8 de diciembre | 12:30 | Cucine Lube Civitanova | 3 – 1 | Sada Cruzeiro | 25-23 | 19-25 | 31-29 | 25-21 |       | 100 – 98 | P2      |

## Clasificación general
| Pos.              | Equipo          |
| ----------------- | --------------- |
| Medalla de oro    | Lube Civitanova |
| Medalla de plata  | Sada Cruzeiro   |
| Medalla de bronce | VK Zenit Kazán  |
| 4.                | Al-Rayyan VT    |

| Campeón del Mundo de Clubes de 2019 |
| ----------------------------------- |
| Cucine Lube Civitanova 1.º Título   |

## Premios y reconocimientos
- MVP - Mejor jugador:  Bruno Rezende (Cucine Lube Civitanova)
- Mejores receptores/atacantes:  Osmany Juantorena (Cucine Lube Civitanova) –  Facundo Conte (Sada Cruzeiro)
- Mejores centrales:  Artem Volvich (Zenit Kazan) –  Robertlandy Simón (Cucine Lube Civitanova)
- Mejor opuesto:  Evandro Guerra (Sada Cruzeiro)
- Mejor armador:  Bruno Rezende (Cucine Lube Civitanova)
- Mejor libero:  Fabio Balaso (Cucine Lube Civitanova)

Fuente: fivb.com